# 米田邦造
米田 邦造（よねだ くにぞう、1915年10月16日 – 2001年10月23日）は、日本の古美術商。関西を代表する古美術商として知られていた。

## 生涯
1915年、大阪府大阪市で美術商「秋香堂」を営んでいた米田長之助の息子として生まれた。
1939年、父長之助の死去に伴い、24歳で跡目を継ぎ、秋香堂の3代目主人となった。1945年の大阪大空襲で店舗・住居が全焼。岸和田市へ疎開した。
1946年、大阪市南区八幡町（現中央区心斎橋筋）に新たな店舗兼住居を構え、店を再開。1950年、秋香堂を法人化し、株式会社米田商店を設立。同時に屋号を「春香堂」と改名する。
その後、関西のみならず全国の美術業界発展に努めた。1962年、大阪美術商協同組合の理事長に就任し、1990年まで務めた。1964年には株式会社大阪美術倶楽部の取締役社長に就任し、2000年まで務めた。
一連の功績に対し、1981年には藍綬褒章を、1988年には勲四等瑞宝章を、それぞれ受賞した。
86歳の誕生日を迎えた1週間後の2001年10月23日に死去した。